# Steve Trittschuh
Steve Trittschuh (Granite City, 24 aprile 1965) è un allenatore di calcio, ex calciatore ed ex giocatore di calcio a 5 statunitense.

## Carriera

### Calciatore
Nella quindicinale carriera di calciatore ha giocato per la stragrande maggioranza del tempo nel Nordamerica, ad esclusione della breve parentesi in Cecoslovacchia presso lo Sparta Praga e nei Paesi Bassi al Dordrecht.
Ha debuttato in nazionale contro l'Egitto nel 1987; nell'anno precedente alla sua partecipazione al mondiale italiano del 1990, partecipa con la nazionale di calcio a 5 al FIFA Futsal World Championship 1989 in cui gli States giungono inaspettatamente terzi, conquistando il podio. A Italia '90 scende in campo solo contro la Cecoslovacchia a Firenze ma viene notato dagli emissari dello Sparta che gli propongono il suo primo contratto in Europa, che lo fanno diventare il primo americano a giocare la Coppa dei Campioni. Dopo la Gold Cup del 1991, Trittschuh chiude la carriera in nazionale nel 1995 contro l'Arabia Saudita.

### Allenatore
Trittschuh iniziò la sua carriera da allenatore nell'università della Southern Illinois University Edwardsville come assistente di Ed Huneke. Terminata la carriera agonistica diviene assistente di Tim Hankinson e Fernando Clavijo ai Colorado Rapids. Nel 2015 diviene il capo allenatore dei neonati Colorado Springs Switchbacks in USL fino al 2020, anno in cui passa ai Saint Louis Football Club.

## Palmarès

### Nazionale
- Gold Cup: 1

1991